# Ernesto Vilches

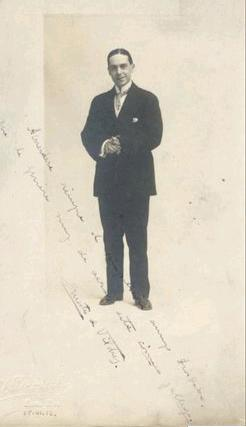
E. Vilches (ca. 1910)

Ernesto de Vilches Domínguez de Alcahúd (* 6. Februar 1879 in Tarragona; † 8. Dezember 1954 in Barcelona) war ein spanischer Schauspieler und Regisseur.

## Leben
Vilches, dessen Vater Journalist war, verbrachte seine Zeit als Soldat auf den Philippinen während der letzten Phase der spanischen Herrschaft über die Inseln. Danach bereiste er Mexiko, Guatemala und New York.
Nach seiner Rückkehr nach Spanien zu Beginn des neuen Jahrhunderts wurde er Schauspieler am Madrider Teatro de la comedia und gründete zusammen mit José Tallavi seine eigene Theatertruppe, mit der zum Beispiel Jacinto Benaventes La Malquerida auf allen Bühnen der spanischsprachigen Welt aufgeführt wurde. Dabei trat er zwölf Jahre lang mit Irene López de Heredia als Partnerin auf.
Zwei Versuche im entstehenden Filmgeschäft – ein sehr früher im Jahr 1909 und El golfo 1917 – waren erfolglos geblieben, so dass Vilches sich zunächst auf die Bühne beschränkte. Im Jahr 1930 war er einer der ersten Spanier, die in Hollywood in spanischen Sprachversionen von Filmen spielten, so dass Cascarrabias seinen Durchbruch im Filmgeschäft darstellte. Weitere Filme des Produktionsprogrammes folgten.
1931 führte er Regie beim Film El comediante, den er auch schrieb. Seine künstlerischen Ansprüche ließen ihn in den folgenden Jahren nur noch zwei Filme annehmen, dann kehrte er nach Spanien zurück. Dort gründete er eine neue Theatergruppe, zu der auch Alfredo Mayo gehörte, mit der er Stücke inszenierte und einen Film, El 113 (1935), drehte. Bei Ausbruch des spanischen Bürgerkrieges ging er nach Argentinien.
Dort drehte er bis 1947 etwa zwanzig Filme, bis er nach Mexiko zog. Er trat nun in spanischsprachigen Produktionen verschiedener Länder auf. Bei einem Aufenthalt in seiner Heimat wurde er 1954 von einem Taxi angefahren; er starb zwei Tage später.

## Filme (Auswahl)
- 1909: Aventuras de Pepin
- 1917: El golfo (auch Regie)
- 1930: Cascarrabias
- 1931: El comediante (auch Regie)
- 1931: Cheri-Bibi
- 1935: El 113 (auch Regie)
- 1938: Una prueba de Cariño (auch Regie)
- 1941: Último refugio
- 1945: La dama duende
- 1948: Que dios mi perdone
- 1953: Bajo el cielo de España

## Auszeichnung
- 1952: Premio Nacional de Interpretación[1]